# The Alfee
The Alfee (яп. ジ・アルフィー Дзи Аруфи:) — японская рок-группа, состоящая из трёх участников и на данный момент являющаяся одной из старейших рок-групп Японии. Группа была названа 92-й в списке «Топ 100 японских поп-исполнителей». Также известна тем, что почти все их синглы занимают высокие места в чарте Oricon.
Основой творчества группы является красивые мелодии и отточенный вокал Сакурая. Критики особенно отмечают, что все три музыканта вносят свой вклад в написание песен, что, по их мнению, делает их творчество эластичным и обладающим "индивидуальным чудом. Другим особенным элементом являются частые выступления группы на больших площадках и открытом воздухе, что по словам участников группы «сближает музыкантов и слушателя».

## История
Группа создана в 1975 году четырьмя студентами христианского университета Мэйдзи Гакуин: Тамидзавой, Сакадзаки, Сакураем и Ясуо Миякэ (яп. 三宅 康夫 Миякэ Ясуо). Миякэ покинул группу вскоре после создания, в 1975 году.
Первые выступления проходили в кампусе университета. Первый сингл вышел 25 августа 1974 года, а в 1983 году вышел первый хит, открывший группе дорогу на большую сцену — «Мэрри Эн».
За время своего существования группа несколько раз меняла написание названия. Карьера была начата под именем Alfie, в 1979 году название было изменено на Alfee, а в 1982 году — на ALFEE. В 1986 года группа остановилась на текущем написании, THE ALFEE.
За почти сорокалетнюю историю группа выпустила более 60 синглов и более 20 альбомов (не считая компиляций). Последний сингл, Let It Go, группа выпустила 30 мая 2011 года. В связи с землетрясением, сингл вышел с двухмесячной задержкой относительно исходно объявленной даты.
Песни группы активно используются в рекламе, аниме, тв-сериалах.

## Состав
- Масару Сакурай (яп. 桜井 賢 Сакураи Масару, род. 20 января 1955 года, Сайтама, Титибу) — вокал, бас-гитара, бэк-вокал.
- Коносукэ Сакадзаки (яп. 坂崎 幸之助 Сакадзаки Коносукэ, род. 15 апреля 1954 года, Токио, Сумида) — вокал, бэк-вокал, электрогитара, акустическая гитара (6 и 12 струн), ударные, мандолина, губная гармоника. Его гитара выполнена в «кошачей» трёхцветной раскраске. Как и Тамидзава, Сакадзаки является поклонником Битлз[1].
- Тосихико Такамидзава (яп. 高見沢 俊彦 Такамидзава Тосихико, род. 17 апреля 1954 года, Сайтама, Вараби) — электрогитара, клавишные, бэк-вокал. Такамидзава считается одним из самых уважаемых гитаристов Японии. Он купил свою первую гитару после просмотра фильма про Битлз, в четвёртом классе. Первым его коллективом была школьная рок-группа, где он играл каверы на Led Zeppelin[1]. Он также создал линейку гитар Angel (англ. Toshihiko Takamizawa Angels), выпускаемую фирмой ESP[3].